# Xã Buffalo, Quận Buchanan, Iowa
Xã Buffalo (tiếng Anh: Buffalo Township) là một xã thuộc quận Buchanan, tiểu bang Iowa, Hoa Kỳ. Năm 2010, dân số của xã này là 472 người.